# This Love of Ours
This Love of Ours (Brasil: Sublime Indulgência / Portugal: O Grande Amor) é um filme norte-americano de 1945, do gênero drama, dirigido por William Dieterle e estrelado por Merle Oberon e Charles Korvin.
O filme é baseado na peça "Come Prima, Meglio di Prima" (1919), de Luigi Pirandello. Apesar da estrela Merle Oberon, os maiores elogios da crítica vão para Claude Rains, que interpreta um artista de nightclub.
A história foi refilmada em 1956 com o título de Never Say Goodbye, com Rock Hudson e Cornell Borchers nos papéis principais, sob a direção de Jerry Hopper.

## Sinopse
Susette Touzac acredita que sua mãe Karin, a quem nunca viu, está morta. Mas Karin está viva e trabalha como assistente do Grande Joseph Targel em um clube noturno de Chicago. Doze anos antes, maledicências fizeram com que seu marido Michel a abandonasse, levando Susette com ele. Mas agora, Michel a reencontra e jura que a ama ainda. Reconciliados, precisam convencer Susette que Karin é sua mãe verdadeira.

## Premiações
| Patrocinador                                  | Prêmio | Categoria                               | Situação |
| --------------------------------------------- | ------ | --------------------------------------- | -------- |
| Academia de Artes e Ciências Cinematográficas | Oscar  | Melhor Trilha Sonora (Drama ou Comédia) | Indicado |

## Elenco
| Ator/Atriz      | Personagem           |
| --------------- | -------------------- |
| Merle Oberon    | Karin Touzac         |
| Charles Korvin  | Doutor Michel Touzac |
| Claude Rains    | Grande Joseph Targel |
| Carl Esmond     | Tio Robert           |
| Sue England     | Susette Touzac       |
| Jess Barker     | Chadwick             |
| Harry Davenport | Doutor Wilkerson     |
| Helene Thimig   | Senhora Tucker       |
| Dave Willock    | Doutor Dailey        |
| Ralph Morgan    | Doutor Lane          |